# 2012 w Wojsku Polskim
Kalendarium Wojska Polskiego 2012 – strona przedstawia wydarzenia w Wojsku Polskim w 2012 roku.

## Styczeń
31 stycznia
- biskup polowy WP Józef Guzdek wydał dekret w sprawie zniesienia dotychczasowych dekanatów: Krakowskiego Dekanatu Wojskowego, Pomorskiego Dekanatu Wojskowego, Śląskiego Dekanatu Wojskowego, Warmińsko-Mazurskiego Dekanatu Wojskowego, Dekanatu Sił Powietrznych Północ i Dekanatu Sił Powietrznych Południe oraz utworzenia z dniem 1 lutego 2012 ośmiu nowych dekanatów:

Dekanat Wojsk Lądowych – ksiądz prałat pułkownik Marek Karczewski,
Dekanat Inspektoratu Wsparcia Sił Zbrojnych – ksiądz kanonik pułkownik Zenon Surma,
Dekanat Sił Powietrznych – ksiądz prałat pułkownik Janusz Radzik,
Dekanat Marynarki Wojennej – ksiądz komandor Bogusław Wrona,
Dekanat Wojsk Specjalnych – ksiądz prałat pułkownik Stanisław Gulak,
Dekanat Inspektoratu Wojskowej Służby Zdrowia – ksiądz prałat pułkownik Marek Kwieciński,
Dekanat Żandarmerii Wojskowej – ksiądz kanonik pułkownik Andrzej Molendowski,
Dekanat Duszpasterstwa Wojskowego Kościoła Greckokatolickiego – ksiądz pułkownik Bogdan Miszczyszyn

## Luty
9 lutego
- sekretarz stanu Czesław Mroczek działając z upoważnienia Ministra Obrony Narodowej:

wprowadził proporzec rozpoznawczy dowódcy oraz oznakę rozpoznawczą 21 batalionu logistycznego
wprowadził odznakę pamiątkową oraz oznakę rozpoznawczą 2 Wojskowego Szpitala Polowego
wprowadził odznakę pamiątkową Wojskowego Centrum Kształcenia Medycznego
10 lutego
- sekretarz stanu Czesław Mroczek działając z upoważnienia Ministra Obrony Narodowej:

wprowadził proporce rozpoznawcze Wielkopolskiej Szkoły Podoficerskiej Wojsk Lądowych
wprowadził oznaki rozpoznawcze 6 Brygady Powietrznodesantowej,
wprowadził proporczyki na beret 21 Brygady Strzelców Podhalańskich.
13 lutego
- minister obrony narodowej wprowadził do użytku w lotnictwie Sił Zbrojnych Rzeczypospolitej Polskiej „Instrukcję organizacji lotów oznaczonych statusem HEAD w lotnictwie Sił Zbrojnych Rzeczypospolitej Polskiej”[8].

23 lutego
- sekretarz stanu Czesław Mroczek działając z upoważnienia Ministra Obrony Narodowej:

wprowadził odznakę pamiątkową Wojskowej Komendy Transportu Kraków,
wprowadził odznakę pamiątkową Resortowego Centrum Zarządzania Sieciami i Usługami Teleinformatycznymi,
wprowadził oznakę rozpoznawczą Polskiego Zespołu Łącznikowego przy Sojuszniczym Dowództwie Sił Powietrznych Ramstein,
wprowadził proporzec rozpoznawczy dowódcy Narodowego Elementu Wsparcia Brygady Wsparcia Dowodzenia Wielonarodowego Korpusu Północ-Wschód,
wprowadził proporce rozpoznawcze 104 Batalionu Zabezpieczenia Brygady Wsparcia Dowodzenia Wielonarodowego Korpusu Północ-Wschód,
wprowadził odznakę pamiątkową Służby Wywiadu Wojskowego,
wprowadził przejęcie dziedzictwa tradycji, przejęcie sztandaru rozformowanego 21 Dywizjonu Rakietowego Obrony Powietrznej i ustanowienie dorocznego święta 33 Dywizjonu Rakietowego Obrony Powietrznej.
24 lutego
- sekretarz stanu Czesław Mroczek działając z upoważnienia Ministra Obrony Narodowej:

ustalił przejęcie dziedzictwa tradycji i sztandaru rozformowanego 2 Inowrocławskiego Pułku Komunikacyjnego, nadanie wyróżniającej nazwy i imienia patrona oraz ustanowienie dorocznego święta 2 Pułku Inżynieryjnego,
ustanowił doroczne święto 34 Wojskowego Oddziału Gospodarczego,
wprowadził flagę Dowódcy Wojsk Lądowych,
wprowadził oznakę rozpoznawczą Wojskowego Centrum Kształcenia Medycznego im. gen. bryg. dr. med. Stefana Hubickiego,
wprowadził odznakę pamiątkową Prawosławnego Ordynariatu Wojska Polskiego,
wprowadził proporzec rozpoznawczy dowódcy 6 Brygady Powietrznodesantowej im. gen. bryg. Stanisława Franciszka Sosabowskiego.

## Marzec
1 marca
- sekretarz stanu Czesław Mroczek działając z upoważnienia Ministra Obrony Narodowej:

ustalił przejęcie dziedzictwa tradycji i sztandaru 8 Bazy Lotniczej, nadanie imienia patrona oraz ustanowienie dorocznego święta 8 Bazy Lotnictwa Transportowego,
ustalił przejęcie dziedzictwa tradycji, sztandaru rozformowanego 60 Dywizjonu Rakietowego Obrony Powietrznej, nadanie wyróżniającej nazwy i imienia patrona oraz ustanowienie dorocznego święta 32 Dywizjonu Rakietowego Obrony Powietrzne,
ustalił doroczne święto Jednostki Wojskowej AGAT,
ustalił przejęcie dziedzictwa tradycji przez 1 i 3 batalion 12 Brygady Zmechanizowanej,
ustanowił doroczne Święto 1 Regionalnej Bazy Logistycznej.
12 marca
- sekretarz stanu Czesław Mroczek działając z upoważnienia Ministra Obrony Narodowej:

ustalił przejęcie dziedzictwa tradycji i sztandaru przeformowanej 1 Bazy Lotniczej oraz ustanowił doroczne święto 1 Bazy Lotnictwa Transportowego,
ustalił przejęcie dziedzictwa tradycji i sztandaru rozformowanego Centrum Szkolenia na Potrzeby Sił Pokojowych, nadanie imienia patrona i ustanowienie dorocznego święta Centrum Przygotowań do Misji Zagranicznych,
wprowadził proporce rozpoznawcze 11 Mazurskiego Pułku Artylerii im. gen. Józefa Bema,
wprowadził oznakę rozpoznawczą Wojskowego Instytutu Medycznego,
wprowadził odznakę pamiątką Wojewódzkiego Sztabu Wojskowego w Katowicach,
wprowadził odznakę pamiątkową Wojskowej Komendy Uzupełnień w Katowicach,
wprowadził odznakę pamiątkową Wojskowej Komendy Uzupełnień w Gliwicach,
wprowadził odznakę pamiątkową Wojskowej Komendy Uzupełnień w Rybniku,
wprowadził odznakę pamiątkową Wojskowej Komendy Uzupełnień w Tychach.
30 marca
- weszła w życie ustawa z dnia 19 sierpnia 2011 o weteranach działań poza granicami państwa, na podstawie której między innymi:

została ustanowiona wojskowa odznaka „Za Rany i Kontuzje”,
dzień 29 maja został ustanowiony Dniem Weterana Działań poza Granicami Państwa,
weterani lub weterani poszkodowani, będący żołnierzami rezerwy lub w stanie spoczynku, otrzymali prawo do noszenia umundurowania oraz odznak i oznak wojskowych

## Kwiecień
3 kwietnia
- sekretarz stanu Czesław Mroczek działając z upoważnienia Ministra Obrony Narodowej:

wprowadził odznakę pamiątkową, oznakę rozpoznawczą oraz proporczyk na beret 23 Śląskiego Pułku Artylerii,
wprowadził proporzec rozpoznawczy dowódcy oraz oznakę rozpoznawczą 11 Lubuskiej Dywizji Kawalerii Pancernej,
wprowadził proporzec rozpoznawczy dowódcy 3 Zamojskiego Batalionu Zmechanizowanego,
wprowadził odznakę pamiątkową 34 Wojskowego Oddziału Gospodarczego.
4 kwietnia
- sekretarz stanu Czesław Mroczek działając z upoważnienia Ministra Obrony Narodowej:

wprowadził odznakę pamiątkową 16 Wojskowego Oddziału Gospodarczego,
wprowadził odznakę pamiątkową 2 Wojskowego Oddziału Gospodarczego,
wprowadził odznakę pamiątkową, oznakę rozpoznawczą oraz proporczyk na beret 1 Regionalnej Bazy Logistycznej,
wprowadził odznakę pamiątkową Wojskowej Komendy Uzupełnień w Nowym Tomyślu,
wprowadził odznakę pamiątkową Wojskowej Komendy Uzupełnień w Lidzbarku Warmińskim,
wprowadził odznakę pamiątkową, oznakę rozpoznawczą oraz proporczyk na beret Centrum Szkolenia Logistyki im. Kazimierza I Odnowiciela,
wprowadził odznakę pamiątkową 8 Bazy Lotnictwa Transportowego,
wprowadził odznakę pamiątkową oraz proporczyk na beret 15 pułku przeciwlotniczego,
wprowadził oznakę rozpoznawczą Jednostki Wojskowej AGAT.
26 kwietnia
- sekretarz stanu Czesław Mroczek działając z upoważnienia Ministra Obrony Narodowej:

wprowadził odznakę pamiątkową, oznakę rozpoznawczą oraz proporczyk na beret Centrum Wsparcia Teleinformatycznego Sił Zbrojnych,
wprowadził oznakę rozpoznawczą 6 Batalionu Logistycznego 6 Brygady Powietrznodesantowej,
wprowadził odznakę pamiątkową 21 Dywizjonu Artylerii Przeciwlotniczej 21 Brygady Strzelców Podhalańskich,
wprowadził odznakę pamiątkową 1 Rejonu Wsparcia Teleinformatycznego Sił Powietrznych,
wprowadził odznakę pamiątkową Wojskowej Komendy Uzupełnień w Jaśle,
wprowadził odznakę okolicznościową Zespołu do Spraw Profesjonalizacji Sił Zbrojnych Rzeczypospolitej Polskie.

## Maj
14 maja
- Minister Obrony Narodowej wydał decyzję nr 144/MON w sprawie nadania Centrum Szkolenia Wojsk Lądowych w Drawsku imienia „pułkownika dyplomowanego Franciszka Sadowskiego”.[55].

16 maja
- sekretarz stanu Czesław Mroczek działając z upoważnienia Ministra Obrony Narodowej:

nadał wyróżniającą nazwę „Średzki” 1 batalionowi dowodzenia 10 pułku dowodzenia,
nadał Centrum Szkolenia Wojsk Lądowych Drawsko imię płk. dypl. Franciszka Sadowskiego.
28 maja
- sekretarz stanu Czesław Mroczek działając z upoważnienia Ministra Obrony Narodowej:

ustalił przejęcie dziedzictwa tradycji i nadał Jednostce Wojskowej AGAT imię gen. dyw. Stefana Roweckiego „Grota”,
ustanowił dzień 31 marca dorocznym świętem 37 Dywizjonu Rakietowego Obrony Powietrzne i 6 Batalionu Chemiczny Sił Powietrznych.
28-29 maja
- po raz pierwszy od ustanowienia obchodzono Dzień Weterana Działań poza Granicami Państwa:

minister obrony narodowej Tomasz Siemoniak po raz pierwszy wręczył weteranom poszkodowanym na misjach wojskowe odznaki „Za Rany i Kontuzje”; odznakami uhonorowani zostali: mł. chor. szt. w st. spocz. Tomasz Kloc, plut. Paweł Ślizak i st. szer. Krzysztof Tondel,
sekretarz stanu Czesław Mroczek wręczył sztandar Stowarzyszeniu Rannych i Poszkodowanych w Misjach Poza Granicami Kraju

## Czerwiec
4 czerwca
- szef służby wywiadu wojskowego zarządzeniem nr 18/2012 z 24 maja 2012 r. wprowadził do użycia w Służbie Wywiadu Wojskowego Sztandar Służby Wywiadu Wojskowego i sposób jego używania[60].

5 czerwca
- sekretarz stanu Czesław Mroczek działając z upoważnienia Ministra Obrony Narodowej:

wprowadził odznakę pamiątkową 2 Regionalnej Bazy Logistycznej, 21 Batalionu Logistycznego oraz Jednostki Wojskowej AGAT,
wprowadził oznakę rozpoznawczą Prawosławnego Ordynariatu Wojska Polskiego,

## Lipiec
11 lipca
- sekretarz stanu Czesław Mroczek działając z upoważnienia Ministra Obrony Narodowej:

ustalił przejęcie dziedzictwa tradycji, nadanie imienia patrona i ustanowienie dorocznego święta 21 Batalionu Logistycznego,
wprowadził odznakę okolicznościową Ministerstwa Obrony Narodowej.
13 lipca
- sekretarz stanu Czesław Mroczek działając z upoważnienia Ministra Obrony Narodowej:

ustalił przejęcie dziedzictwa tradycji i nadanie wyróżniającej nazwy 1 dywizjonowi przeciwlotniczemu 4 pułku przeciwlotniczego.
19 lipca
- sekretarz stanu Czesław Mroczek działając z upoważnienia Ministra Obrony Narodowej:

nadał wyróżniającą nazwę „Głogowski” 4 batalionowi inżynieryjnemu
23–27 lipca
- na poligonie drawskim odbyło się ćwiczenie certyfikujące zgrupowanie bojowe XII zmiany Polskiego Kontyngentu Wojskowego pod kryptonimem „Żbik 12”[67].

27 lipca
- Minister Obrony Narodowej przesłał do konsultacji „założenia projektu ustawy o zmianie ustawy o urzędzie Ministra Obrony Narodowej i niektórych innych ustaw”

## Sierpień
28 sierpnia
- sekretarz stanu Czesław Mroczek działając z upoważnienia Ministra Obrony Narodowej:

ustalił przejęcie dziedzictwa tradycji przez 1 batalion piechoty zmotoryzowanej i 3 batalion zmechanizowany 12 Brygady Zmechanizowanej oraz nadanie wyróżniającej nazwy 1 batalionowi piechoty zmotoryzowanej,
wprowadził odznakę pamiątkową Rejonowego Zarządu Infrastruktury we Wrocławiu

## Wrzesień

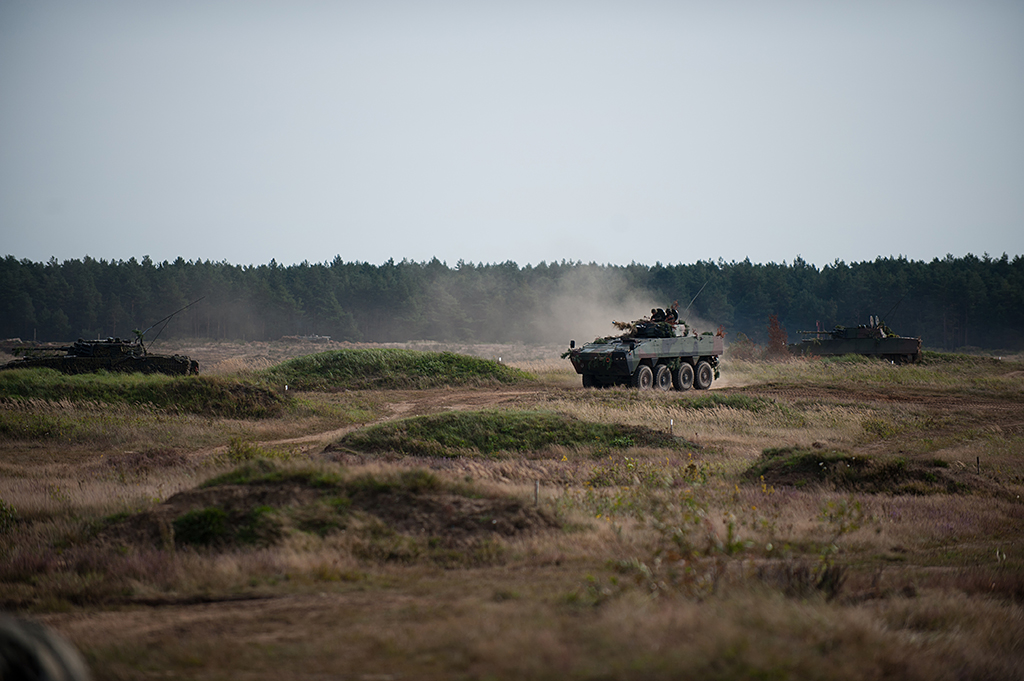
Ćwiczenia Anakonda 2012

- do Afganistanu odlecieli żołnierze 12 Brygady Zmechanizowanej im. generała Józefa Hallera. 12 BZ stanowi główny komponent bojowy XII zmiany Polskiego Kontyngentu Wojskowego w Islamskiej Republice Afganistanu[70].

5 września
- sekretarz stanu Czesław Mroczek działając z upoważnienia Ministra Obrony Narodowej:

wprowadził Wojskową Odznakę Sprawności Fizycznej i Wojskową Odznakę Strzelecką,
wprowadził odznakę pamiątkową Centrum Zarządzania Kryzysowego Ministerstwa Obrony Narodowej,
wprowadził odznakę pamiątkową, oznakę rozpoznawczą oraz proporczyk na beret 4 batalionu inżynieryjnego.
12 września
- sekretarz stanu Czesław Mroczek działając z upoważnienia Ministra Obrony Narodowej:

wprowadził odznakę pamiątkową, oznakę rozpoznawczą oraz proporczyk na beret 3 Batalionu Inżynieryjnego,
wprowadził odznakę pamiątkową oraz godło lotnicze 23 Bazy Lotnictwa Taktycznego,
wprowadził odznakę pamiątkową oraz oznakę rozpoznawczą 6 Batalionu Chemicznego Sił Powietrznych,
wprowadził odznakę pamiątkową 43 Bazy Lotnictwa Morskiego i 2 Regionalnej Bazy Logistycznej,
wprowadził proporce rozpoznawcze 5 Batalionu Dowodzenia,
wprowadził proporzec rozpoznawczy dowódcy 10 batalionu dowodzenia 10 pułku dowodzenia
17–27 września
- odbyły się ćwiczenia Wojska Polskiego pod kryptonimem Anakonda 2012[80]

## Grudzień
4 grudnia
- Rada Ministrów przyjęła „założenia projektu ustawy o zmianie ustawy o urzędzie Ministra Obrony Narodowej i niektórych innych ustaw” oraz zaleciła Ministrowi Obrony Narodowej dokonanie, na etapie prac nad projektem ustawy, dodatkowych analiz dotyczących zgodności z Konstytyucją RP projektowanej reformy systemu kierowania i dowodzenia Siłami Zbrojnymi RP[81]

10 grudnia
- Minister Obrony Narodowej Tomasz Siemoniak wydał rozporządzenie w sprawie zniesienia, w terminie do 31 marca 2013, Wojskowej Prokuratury Garnizonowej w Bydgoszczy, Wojskowej Prokuratury Garnizonowej w Elblągu i Wojskowej Prokuratury Garnizonowej w Zielonej Górze oraz zmiany rozporządzenia w sprawie utworzenia oraz ustalenia siedzib i terytorialnego zakresu działania wojskowych jednostek organizacyjnych prokuratury[82] → wojskowa prokuratura garnizonowa

22 grudnia
- w Afganistanie, w czasie potyczki z rebeliantami, zostało rannych trzech polskich żołnierzy[83]. Jednym z nich był st. kpr. Łukasz Sroczyński[84].